# Lista di asteroidi (380001-381000)
Di seguito una lista di asteroidi dal numero 380001 al 381000 con data di scoperta e scopritore.

## 380001-380100
| Nome     | Designazione provvisoria | Data di scoperta  | Scopritore                                                |
| -------- | ------------------------ | ----------------- | --------------------------------------------------------- |
| 380001 - | 2013 EM32                | 17 novembre 2007  | CSS                                                       |
| 380002 - | 2013 EV96                | 12 febbraio 2008  | Spacewatch                                                |
| 380003 - | 2013 GD45                | 27 gennaio 2007   | Spacewatch                                                |
| 380004 - | 2013 GS95                | 24 marzo 2003     | Spacewatch                                                |
| 380005 - | 2013 GG103               | 10 febbraio 2002  | LINEAR                                                    |
| 380006 - | 2013 GZ109               | 16 gennaio 2008   | Mt. Lemmon Survey                                         |
| 380007 - | 2013 JE44                | 27 marzo 2003     | Spacewatch                                                |
| 380008 - | 2013 NT6                 | 7 marzo 2009      | Mt. Lemmon Survey                                         |
| 380009 - | 2013 OS6                 | 4 novembre 2004   | Spacewatch                                                |
| 380010 - | 2013 OG8                 | 29 ottobre 2005   | CSS                                                       |
| 380011 - | 2013 PH2                 | 21 febbraio 2007  | Mt. Lemmon Survey                                         |
| 380012 - | 2013 PN11                | 24 settembre 1960 | van Houten, C. J., van Houten-Groeneveld, I., Gehrels, T. |
| 380013 - | 2013 PX28                | 10 marzo 2008     | Spacewatch                                                |
| 380014 - | 2013 PS36                | 12 gennaio 2002   | Spacewatch                                                |
| 380015 - | 2013 PA49                | 20 novembre 2003  | Spacewatch                                                |
| 380016 - | 2013 PX60                | 7 ottobre 2004    | LONEOS                                                    |
| 380017 - | 2013 PP69                | 5 luglio 2000     | LONEOS                                                    |
| 380018 - | 2013 PB70                | 21 luglio 2006    | Mt. Lemmon Survey                                         |
| 380019 - | 2013 PY73                | 16 aprile 2005    | Spacewatch                                                |
| 380020 - | 2013 PL74                | 9 ottobre 2004    | LONEOS                                                    |
| 380021 - | 2013 QD2                 | 10 novembre 2009  | CSS                                                       |
| 380022 - | 2013 QH3                 | 13 maggio 2008    | Mt. Lemmon Survey                                         |
| 380023 - | 2013 QL16                | 16 settembre 2001 | LINEAR                                                    |
| 380024 - | 2013 QN18                | 16 febbraio 2010  | Mt. Lemmon Survey                                         |
| 380025 - | 2013 QQ21                | 2 gennaio 2011    | Mt. Lemmon Survey                                         |
| 380026 - | 2013 QT26                | 20 ottobre 2003   | LINEAR                                                    |
| 380027 - | 2013 QF33                | 23 novembre 2003  | Spacewatch                                                |
| 380028 - | 2013 QZ42                | 26 ottobre 2009   | Mt. Lemmon Survey                                         |
| 380029 - | 2013 QE50                | 19 dicembre 2004  | Mt. Lemmon Survey                                         |
| 380030 - | 2013 QR57                | 24 aprile 2001    | Spacewatch                                                |
| 380031 - | 2013 QK62                | 24 novembre 2006  | Mt. Lemmon Survey                                         |
| 380032 - | 2013 QD69                | 22 novembre 2009  | CSS                                                       |
| 380033 - | 2013 QX94                | 5 settembre 2007  | Mt. Lemmon Survey                                         |
| 380034 - | 2013 RE2                 | 21 febbraio 2001  | Spacewatch                                                |
| 380035 - | 2013 RG14                | 3 maggio 2008     | Mt. Lemmon Survey                                         |
| 380036 - | 2013 RF25                | 9 novembre 2008   | Mt. Lemmon Survey                                         |
| 380037 - | 2013 RW25                | 17 febbraio 2004  | Spacewatch                                                |
| 380038 - | 2013 RF26                | 22 aprile 2007    | Mt. Lemmon Survey                                         |
| 380039 - | 2013 RE27                | 2 aprile 2005     | Mt. Lemmon Survey                                         |
| 380040 - | 2013 RC35                | 9 dicembre 2004   | Spacewatch                                                |
| 380041 - | 2013 RH35                | 11 gennaio 2008   | Mt. Lemmon Survey                                         |
| 380042 - | 2013 RL36                | 14 settembre 1998 | Spacewatch                                                |
| 380043 - | 2013 RK37                | 18 marzo 2004     | LINEAR                                                    |
| 380044 - | 2013 RD39                | 9 ottobre 2004    | Spacewatch                                                |
| 380045 - | 2013 RH47                | 28 agosto 2006    | CSS                                                       |
| 380046 - | 2013 RH58                | 24 luglio 1993    | Spacewatch                                                |
| 380047 - | 2013 RU60                | 5 dicembre 2007   | Spacewatch                                                |
| 380048 - | 2013 RN68                | 7 ottobre 2004    | Spacewatch                                                |
| 380049 - | 2013 RQ68                | 11 settembre 2005 | Spacewatch                                                |
| 380050 - | 2013 RM69                | 22 dicembre 2003  | LINEAR                                                    |
| 380051 - | 2013 RC72                | 27 ottobre 2005   | Mt. Lemmon Survey                                         |
| 380052 - | 2013 RR72                | 29 aprile 2003    | Spacewatch                                                |
| 380053 - | 2013 RU72                | 6 gennaio 2010    | Spacewatch                                                |
| 380054 - | 2013 RN73                | 25 marzo 2004     | Siding Spring Survey                                      |
| 380055 - | 2013 RV74                | 22 agosto 2003    | CINEOS                                                    |
| 380056 - | 2013 RW74                | 2 ottobre 1999    | Spacewatch                                                |
| 380057 - | 2013 RF81                | 1º ottobre 1999   | Spacewatch                                                |
| 380058 - | 2013 RB82                | 24 novembre 2009  | CSS                                                       |
| 380059 - | 2013 RU83                | 16 dicembre 2007  | Mt. Lemmon Survey                                         |
| 380060 - | 2013 RG92                | 22 ottobre 2008   | Spacewatch                                                |
| 380061 - | 2013 RE94                | 8 marzo 2005      | Mt. Lemmon Survey                                         |
| 380062 - | 2013 SC10                | 30 ottobre 2000   | LINEAR                                                    |
| 380063 - | 2013 SO15                | 9 dicembre 2004   | Spacewatch                                                |
| 380064 - | 2013 SS18                | 16 giugno 2007    | Spacewatch                                                |
| 380065 - | 2013 SE22                | 14 marzo 2007     | Spacewatch                                                |
| 380066 - | 2013 SQ22                | 5 ottobre 1996    | Spacewatch                                                |
| 380067 - | 2013 ST25                | 29 novembre 2000  | Spacewatch                                                |
| 380068 - | 2013 SK26                | 4 aprile 2005     | CSS                                                       |
| 380069 - | 2013 SK27                | 14 ottobre 2001   | LINEAR                                                    |
| 380070 - | 2013 SG28                | 11 gennaio 2002   | LONEOS                                                    |
| 380071 - | 2013 ST29                | 3 febbraio 2006   | Mt. Lemmon Survey                                         |
| 380072 - | 2013 SV29                | 27 dicembre 2005  | Mt. Lemmon Survey                                         |
| 380073 - | 2013 SK30                | 27 maggio 2008    | Mt. Lemmon Survey                                         |
| 380074 - | 2013 SN31                | 17 novembre 2009  | Spacewatch                                                |
| 380075 - | 2013 SR31                | 7 aprile 2008     | Spacewatch                                                |
| 380076 - | 2013 SF33                | 8 novembre 2008   | Mt. Lemmon Survey                                         |
| 380077 - | 2013 SR36                | 11 settembre 2004 | Spacewatch                                                |
| 380078 - | 2013 SL37                | 3 febbraio 2000   | Spacewatch                                                |
| 380079 - | 2013 SY39                | 22 ottobre 2005   | Spacewatch                                                |
| 380080 - | 2013 SH40                | 28 settembre 2006 | CSS                                                       |
| 380081 - | 2013 SQ40                | 31 ottobre 2000   | LINEAR                                                    |
| 380082 - | 2013 SS40                | 31 agosto 2000    | LINEAR                                                    |
| 380083 - | 2013 SA44                | 5 ottobre 1996    | Spacewatch                                                |
| 380084 - | 2013 SK48                | 23 novembre 2009  | Spacewatch                                                |
| 380085 - | 2013 SA51                | 27 febbraio 2006  | Spacewatch                                                |
| 380086 - | 2013 SE51                | 10 marzo 2002     | Spacewatch                                                |
| 380087 - | 2013 SJ51                | 13 marzo 2007     | Mt. Lemmon Survey                                         |
| 380088 - | 2013 SU51                | 8 novembre 2007   | Mt. Lemmon Survey                                         |
| 380089 - | 2013 SG52                | 25 marzo 2007     | Mt. Lemmon Survey                                         |
| 380090 - | 2013 SW54                | 8 novembre 2007   | Spacewatch                                                |
| 380091 - | 2013 SH57                | 11 ottobre 1977   | van Houten, C. J., van Houten-Groeneveld, I., Gehrels, T. |
| 380092 - | 2013 SG59                | 5 dicembre 2002   | LINEAR                                                    |
| 380093 - | 2013 TS                  | 25 aprile 2007    | Spacewatch                                                |
| 380094 - | 2013 TB1                 | 2 dicembre 2005   | Mt. Lemmon Survey                                         |
| 380095 - | 2013 TK3                 | 15 settembre 2004 | Spacewatch                                                |
| 380096 - | 2013 TR6                 | 11 aprile 2008    | Mt. Lemmon Survey                                         |
| 380097 - | 2013 TW6                 | 3 novembre 2008   | Mt. Lemmon Survey                                         |
| 380098 - | 2013 TW7                 | 7 novembre 2008   | Mt. Lemmon Survey                                         |
| 380099 - | 2013 TT8                 | 24 settembre 2000 | LONEOS                                                    |
| 380100 - | 2013 TP10                | 4 febbraio 2000   | Spacewatch                                                |

## 380101-380200
| Nome     | Designazione provvisoria | Data di scoperta  | Scopritore        |
| -------- | ------------------------ | ----------------- | ----------------- |
| 380101 - | 2013 TP11                | 25 dicembre 2000  | Spacewatch        |
| 380102 - | 2013 TX11                | 18 settembre 2004 | LINEAR            |
| 380103 - | 2013 TD14                | 19 marzo 2004     | LINEAR            |
| 380104 - | 2013 TV18                | 30 aprile 2006    | Spacewatch        |
| 380105 - | 2013 TS23                | 21 dicembre 2000  | Spacewatch        |
| 380106 - | 2013 TB25                | 29 febbraio 2008  | Spacewatch        |
| 380107 - | 2013 TD30                | 2 maggio 1997     | ODAS              |
| 380108 - | 2013 TR30                | 26 novembre 2009  | Mt. Lemmon Survey |
| 380109 - | 2013 TS32                | 2 settembre 2000  | LONEOS            |
| 380110 - | 2013 TF36                | 28 aprile 2007    | Spacewatch        |
| 380111 - | 2013 TO43                | 19 settembre 2003 | LINEAR            |
| 380112 - | 2013 TR46                | 10 ottobre 2008   | Mt. Lemmon Survey |
| 380113 - | 2013 TH51                | 26 marzo 2006     | Spacewatch        |
| 380114 - | 2013 TN65                | 6 settembre 2008  | Mt. Lemmon Survey |
| 380115 - | 1994 UJ8                 | 28 ottobre 1994   | Spacewatch        |
| 380116 - | 1995 OH5                 | 22 luglio 1995    | Spacewatch        |
| 380117 - | 1995 SJ40                | 25 settembre 1995 | Spacewatch        |
| 380118 - | 1995 UJ12                | 17 ottobre 1995   | Spacewatch        |
| 380119 - | 1995 VS17                | 15 novembre 1995  | Spacewatch        |
| 380120 - | 1995 YQ4                 | 16 dicembre 1995  | Spacewatch        |
| 380121 - | 1996 AH12                | 15 gennaio 1996   | Spacewatch        |
| 380122 - | 1996 AZ15                | 12 gennaio 1996   | Spacewatch        |
| 380123 - | 1996 RL7                 | 5 settembre 1996  | Spacewatch        |
| 380124 - | 1996 RW10                | 8 settembre 1996  | Spacewatch        |
| 380125 - | 1996 UC1                 | 18 ottobre 1996   | NEAT              |
| 380126 - | 1996 XU4                 | 6 dicembre 1996   | Spacewatch        |
| 380127 - | 1997 WW9                 | 21 novembre 1997  | Spacewatch        |
| 380128 - | 1997 WB21                | 26 novembre 1997  | NEAT              |
| 380129 - | 1998 HB7                 | 23 aprile 1998    | LINEAR            |
| 380130 - | 1998 RS53                | 14 settembre 1998 | LINEAR            |
| 380131 - | 1998 SZ77                | 26 settembre 1998 | LINEAR            |
| 380132 - | 1998 TL3                 | 14 ottobre 1998   | LINEAR            |
| 380133 - | 1998 UX24                | 27 ottobre 1998   | Spacewatch        |
| 380134 - | 1999 JX11                | 12 maggio 1999    | LINEAR            |
| 380135 - | 1999 RL7                 | 3 settembre 1999  | Spacewatch        |
| 380136 - | 1999 RQ58                | 7 settembre 1999  | LINEAR            |
| 380137 - | 1999 RK207               | 8 settembre 1999  | LINEAR            |
| 380138 - | 1999 TO30                | 4 ottobre 1999    | LINEAR            |
| 380139 - | 1999 TS78                | 11 ottobre 1999   | Spacewatch        |
| 380140 - | 1999 TH119               | 4 ottobre 1999    | LINEAR            |
| 380141 - | 1999 TO239               | 4 ottobre 1999    | CSS               |
| 380142 - | 1999 TT321               | 12 ottobre 1999   | Spacewatch        |
| 380143 - | 1999 UH3                 | 19 ottobre 1999   | Bickel, W.        |
| 380144 - | 1999 UX9                 | 31 ottobre 1999   | LINEAR            |
| 380145 - | 1999 UH31                | 31 ottobre 1999   | Spacewatch        |
| 380146 - | 1999 UD48                | 30 ottobre 1999   | CSS               |
| 380147 - | 1999 UR60                | 31 ottobre 1999   | LINEAR            |
| 380148 - | 1999 VD18                | 2 novembre 1999   | Spacewatch        |
| 380149 - | 1999 VK79                | 4 novembre 1999   | LINEAR            |
| 380150 - | 1999 VG125               | 6 novembre 1999   | Spacewatch        |
| 380151 - | 1999 VN202               | 5 novembre 1999   | Spacewatch        |
| 380152 - | 1999 YO4                 | 28 dicembre 1999  | LINEAR            |
| 380153 - | 2000 AV39                | 3 gennaio 2000    | LINEAR            |
| 380154 - | 2000 AO49                | 5 gennaio 2000    | LINEAR            |
| 380155 - | 2000 AO146               | 7 gennaio 2000    | LINEAR            |
| 380156 - | 2000 BX20                | 28 gennaio 2000   | Spacewatch        |
| 380157 - | 2000 BW21                | 29 gennaio 2000   | Spacewatch        |
| 380158 - | 2000 EJ51                | 3 marzo 2000      | Spacewatch        |
| 380159 - | 2000 HR49                | 29 aprile 2000    | LINEAR            |
| 380160 - | 2000 JO78                | 10 maggio 2000    | LINEAR            |
| 380161 - | 2000 LD16                | 7 giugno 2000     | LINEAR            |
| 380162 - | 2000 PB9                 | 6 agosto 2000     | McNaught, R. H.   |
| 380163 - | 2000 QG59                | 26 agosto 2000    | LINEAR            |
| 380164 - | 2000 QF73                | 24 agosto 2000    | LINEAR            |
| 380165 - | 2000 QK82                | 24 agosto 2000    | LINEAR            |
| 380166 - | 2000 QM115               | 25 agosto 2000    | LINEAR            |
| 380167 - | 2000 QF137               | 31 agosto 2000    | LINEAR            |
| 380168 - | 2000 QQ168               | 31 agosto 2000    | LINEAR            |
| 380169 - | 2000 QD195               | 26 agosto 2000    | LINEAR            |
| 380170 - | 2000 QJ210               | 31 agosto 2000    | LINEAR            |
| 380171 - | 2000 RK20                | 1º settembre 2000 | LINEAR            |
| 380172 - | 2000 RF96                | 4 settembre 2000  | NEAT              |
| 380173 - | 2000 SB11                | 5 settembre 2000  | LONEOS            |
| 380174 - | 2000 SW17                | 23 settembre 2000 | LINEAR            |
| 380175 - | 2000 SY29                | 24 settembre 2000 | LINEAR            |
| 380176 - | 2000 SC30                | 24 settembre 2000 | LINEAR            |
| 380177 - | 2000 SO51                | 23 settembre 2000 | LINEAR            |
| 380178 - | 2000 SO91                | 23 settembre 2000 | LINEAR            |
| 380179 - | 2000 SL114               | 24 settembre 2000 | LINEAR            |
| 380180 - | 2000 SQ138               | 23 settembre 2000 | LINEAR            |
| 380181 - | 2000 SJ149               | 24 settembre 2000 | LINEAR            |
| 380182 - | 2000 SN157               | 27 settembre 2000 | LINEAR            |
| 380183 - | 2000 SH284               | 23 settembre 2000 | LINEAR            |
| 380184 - | 2000 SE291               | 27 settembre 2000 | LINEAR            |
| 380185 - | 2000 SD295               | 27 settembre 2000 | LINEAR            |
| 380186 - | 2000 ST311               | 27 settembre 2000 | LINEAR            |
| 380187 - | 2000 WH2                 | 16 novembre 2000  | LINEAR            |
| 380188 - | 2000 WC67                | 26 novembre 2000  | LINEAR            |
| 380189 - | 2000 WA70                | 19 novembre 2000  | LINEAR            |
| 380190 - | 2000 WL80                | 20 novembre 2000  | LINEAR            |
| 380191 - | 2000 WK93                | 21 novembre 2000  | LINEAR            |
| 380192 - | 2000 WM134               | 19 novembre 2000  | LINEAR            |
| 380193 - | 2000 WC172               | 25 novembre 2000  | LINEAR            |
| 380194 - | 2000 WJ172               | 25 novembre 2000  | LINEAR            |
| 380195 - | 2000 XE16                | 1º dicembre 2000  | LINEAR            |
| 380196 - | 2000 XH20                | 4 dicembre 2000   | LINEAR            |
| 380197 - | 2000 YD27                | 26 dicembre 2000  | Spacewatch        |
| 380198 - | 2000 YZ27                | 27 dicembre 2000  | LONEOS            |
| 380199 - | 2000 YQ29                | 28 dicembre 2000  | LINEAR            |
| 380200 - | 2000 YL56                | 30 dicembre 2000  | LINEAR            |

## 380201-380300
| Nome     | Designazione provvisoria | Data di scoperta  | Scopritore               |
| -------- | ------------------------ | ----------------- | ------------------------ |
| 380201 - | 2000 YH111               | 30 dicembre 2000  | LINEAR                   |
| 380202 - | 2001 AL12                | 2 gennaio 2001    | LINEAR                   |
| 380203 - | 2001 BE7                 | 19 gennaio 2001   | LINEAR                   |
| 380204 - | 2001 CS25                | 1º febbraio 2001  | LINEAR                   |
| 380205 - | 2001 CA32                | 5 febbraio 2001   | LINEAR                   |
| 380206 - | 2001 DK8                 | 18 febbraio 2001  | NEAT                     |
| 380207 - | 2001 EV22                | 15 marzo 2001     | Spacewatch               |
| 380208 - | 2001 FH30                | 20 marzo 2001     | NEAT                     |
| 380209 - | 2001 FZ43                | 18 marzo 2001     | LINEAR                   |
| 380210 - | 2001 HP4                 | 18 aprile 2001    | LINEAR                   |
| 380211 - | 2001 HT45                | 17 aprile 2001    | LONEOS                   |
| 380212 - | 2001 OA30                | 19 luglio 2001    | NEAT                     |
| 380213 - | 2001 OX66                | 23 luglio 2001    | NEAT                     |
| 380214 - | 2001 PW32                | 10 agosto 2001    | NEAT                     |
| 380215 - | 2001 QP47                | 16 agosto 2001    | LINEAR                   |
| 380216 - | 2001 QQ188               | 22 agosto 2001    | Spacewatch               |
| 380217 - | 2001 QP195               | 22 agosto 2001    | LINEAR                   |
| 380218 - | 2001 QM266               | 20 agosto 2001    | LINEAR                   |
| 380219 - | 2001 QN330               | 25 agosto 2001    | LINEAR                   |
| 380220 - | 2001 QT330               | 27 agosto 2001    | LONEOS                   |
| 380221 - | 2001 RQ38                | 8 settembre 2001  | LINEAR                   |
| 380222 - | 2001 RJ54                | 12 settembre 2001 | LINEAR                   |
| 380223 - | 2001 RZ63                | 10 settembre 2001 | LINEAR                   |
| 380224 - | 2001 RY117               | 12 settembre 2001 | LINEAR                   |
| 380225 - | 2001 RB141               | 12 settembre 2001 | LINEAR                   |
| 380226 - | 2001 RB145               | 7 settembre 2001  | NEAT                     |
| 380227 - | 2001 SN24                | 16 settembre 2001 | LINEAR                   |
| 380228 - | 2001 SU125               | 16 settembre 2001 | LINEAR                   |
| 380229 - | 2001 SQ132               | 16 settembre 2001 | LINEAR                   |
| 380230 - | 2001 SP144               | 16 settembre 2001 | LINEAR                   |
| 380231 - | 2001 SG147               | 16 settembre 2001 | LINEAR                   |
| 380232 - | 2001 SM163               | 17 settembre 2001 | LINEAR                   |
| 380233 - | 2001 SE188               | 19 settembre 2001 | LINEAR                   |
| 380234 - | 2001 SE198               | 19 settembre 2001 | LINEAR                   |
| 380235 - | 2001 SC302               | 20 settembre 2001 | LINEAR                   |
| 380236 - | 2001 TY16                | 12 ottobre 2001   | CINEOS                   |
| 380237 - | 2001 TX56                | 13 ottobre 2001   | NEAT                     |
| 380238 - | 2001 TY140               | 10 ottobre 2001   | NEAT                     |
| 380239 - | 2001 TV253               | 14 ottobre 2001   | Sloan Digital Sky Survey |
| 380240 - | 2001 UA2                 | 17 ottobre 2001   | LINEAR                   |
| 380241 - | 2001 UW11                | 23 ottobre 2001   | Yeung, W. K. Y.          |
| 380242 - | 2001 UR31                | 16 ottobre 2001   | LINEAR                   |
| 380243 - | 2001 UX32                | 16 ottobre 2001   | LINEAR                   |
| 380244 - | 2001 UA73                | 16 ottobre 2001   | LINEAR                   |
| 380245 - | 2001 UO125               | 22 ottobre 2001   | NEAT                     |
| 380246 - | 2001 UD175               | 24 ottobre 2001   | NEAT                     |
| 380247 - | 2001 UT178               | 23 ottobre 2001   | NEAT                     |
| 380248 - | 2001 UC190               | 18 ottobre 2001   | NEAT                     |
| 380249 - | 2001 US209               | 20 ottobre 2001   | NEAT                     |
| 380250 - | 2001 VF81                | 11 novembre 2001  | NEAT                     |
| 380251 - | 2001 WW45                | 19 novembre 2001  | LINEAR                   |
| 380252 - | 2001 WL60                | 21 ottobre 2001   | LINEAR                   |
| 380253 - | 2001 WU70                | 20 novembre 2001  | LINEAR                   |
| 380254 - | 2001 WB87                | 18 novembre 2001  | LINEAR                   |
| 380255 - | 2001 XJ26                | 10 dicembre 2001  | LINEAR                   |
| 380256 - | 2001 XL43                | 9 dicembre 2001   | LINEAR                   |
| 380257 - | 2001 XN115               | 13 dicembre 2001  | LINEAR                   |
| 380258 - | 2001 XU129               | 14 dicembre 2001  | LINEAR                   |
| 380259 - | 2001 XN160               | 14 dicembre 2001  | LINEAR                   |
| 380260 - | 2001 XB229               | 15 dicembre 2001  | LINEAR                   |
| 380261 - | 2001 XU241               | 20 novembre 2001  | LINEAR                   |
| 380262 - | 2001 XV262               | 13 dicembre 2001  | NEAT                     |
| 380263 - | 2001 YZ10                | 17 dicembre 2001  | LINEAR                   |
| 380264 - | 2001 YA30                | 18 dicembre 2001  | LINEAR                   |
| 380265 - | 2001 YR31                | 18 dicembre 2001  | LINEAR                   |
| 380266 - | 2001 YU47                | 18 dicembre 2001  | LINEAR                   |
| 380267 - | 2001 YM68                | 18 dicembre 2001  | LINEAR                   |
| 380268 - | 2001 YQ71                | 18 dicembre 2001  | LINEAR                   |
| 380269 - | 2001 YE113               | 17 dicembre 2001  | Spacewatch               |
| 380270 - | 2001 YX138               | 22 dicembre 2001  | Spacewatch               |
| 380271 - | 2001 YH139               | 24 dicembre 2001  | NEAT                     |
| 380272 - | 2002 AC11                | 12 gennaio 2002   | Kobayashi, T.            |
| 380273 - | 2002 AB44                | 9 gennaio 2002    | LINEAR                   |
| 380274 - | 2002 AE46                | 9 gennaio 2002    | LINEAR                   |
| 380275 - | 2002 AL65                | 11 gennaio 2002   | LINEAR                   |
| 380276 - | 2002 AD68                | 9 gennaio 2002    | Spacewatch               |
| 380277 - | 2002 AO69                | 8 gennaio 2002    | LINEAR                   |
| 380278 - | 2002 AP102               | 8 gennaio 2002    | LINEAR                   |
| 380279 - | 2002 AR102               | 8 gennaio 2002    | LINEAR                   |
| 380280 - | 2002 AX131               | 8 gennaio 2002    | LINEAR                   |
| 380281 - | 2002 AW142               | 13 gennaio 2002   | LINEAR                   |
| 380282 - | 2002 AO148               | 11 gennaio 2002   | LINEAR                   |
| 380283 - | 2002 AM156               | 13 gennaio 2002   | LINEAR                   |
| 380284 - | 2002 AJ167               | 13 gennaio 2002   | LINEAR                   |
| 380285 - | 2002 AQ169               | 14 gennaio 2002   | LINEAR                   |
| 380286 - | 2002 BG23                | 23 gennaio 2002   | LINEAR                   |
| 380287 - | 2002 BF30                | 22 gennaio 2002   | Spacewatch               |
| 380288 - | 2002 BC31                | 19 gennaio 2002   | LINEAR                   |
| 380289 - | 2002 CQ4                 | 5 febbraio 2002   | Roe, J. M.               |
| 380290 - | 2002 CF34                | 6 febbraio 2002   | LINEAR                   |
| 380291 - | 2002 CO66                | 7 febbraio 2002   | LINEAR                   |
| 380292 - | 2002 CD84                | 7 febbraio 2002   | LINEAR                   |
| 380293 - | 2002 CK143               | 9 febbraio 2002   | LINEAR                   |
| 380294 - | 2002 CT172               | 8 febbraio 2002   | LINEAR                   |
| 380295 - | 2002 CS186               | 10 febbraio 2002  | LINEAR                   |
| 380296 - | 2002 CU199               | 10 febbraio 2002  | LINEAR                   |
| 380297 - | 2002 CD205               | 10 febbraio 2002  | LINEAR                   |
| 380298 - | 2002 CS208               | 10 febbraio 2002  | LINEAR                   |
| 380299 - | 2002 CB247               | 15 febbraio 2002  | LINEAR                   |
| 380300 - | 2002 CY252               | 5 febbraio 2002   | LONEOS                   |

## 380301-380400
| Nome     | Designazione provvisoria | Data di scoperta  | Scopritore                  |
| -------- | ------------------------ | ----------------- | --------------------------- |
| 380301 - | 2002 CV254               | 6 febbraio 2002   | LONEOS                      |
| 380302 - | 2002 CT269               | 14 gennaio 2002   | Spacewatch                  |
| 380303 - | 2002 CO288               | 10 febbraio 2002  | LINEAR                      |
| 380304 - | 2002 CJ290               | 10 febbraio 2002  | LINEAR                      |
| 380305 - | 2002 DL6                 | 20 febbraio 2002  | Spacewatch                  |
| 380306 - | 2002 EM18                | 9 marzo 2002      | Spacewatch                  |
| 380307 - | 2002 EL23                | 5 marzo 2002      | Spacewatch                  |
| 380308 - | 2002 ED93                | 14 marzo 2002     | LINEAR                      |
| 380309 - | 2002 ED104               | 9 marzo 2002      | LONEOS                      |
| 380310 - | 2002 ET106               | 9 marzo 2002      | LONEOS                      |
| 380311 - | 2002 EO121               | 11 marzo 2002     | NEAT                        |
| 380312 - | 2002 FZ25                | 19 marzo 2002     | NEAT                        |
| 380313 - | 2002 GQ26                | 11 aprile 2002    | NEAT                        |
| 380314 - | 2002 GU40                | 4 aprile 2002     | NEAT                        |
| 380315 - | 2002 GA74                | 9 aprile 2002     | NEAT                        |
| 380316 - | 2002 GW78                | 9 aprile 2002     | Uppsala-DLR Asteroid Survey |
| 380317 - | 2002 GA81                | 10 aprile 2002    | LINEAR                      |
| 380318 - | 2002 GW128               | 12 aprile 2002    | LINEAR                      |
| 380319 - | 2002 GU172               | 10 aprile 2002    | LINEAR                      |
| 380320 - | 2002 GF178               | 12 aprile 2002    | Meyer, M.                   |
| 380321 - | 2002 HF8                 | 19 aprile 2002    | Spacewatch                  |
| 380322 - | 2002 HR11                | 22 aprile 2002    | LINEAR                      |
| 380323 - | 2002 JN6                 | 6 maggio 2002     | Spacewatch                  |
| 380324 - | 2002 JV6                 | 6 maggio 2002     | Spacewatch                  |
| 380325 - | 2002 JT41                | 8 maggio 2002     | LINEAR                      |
| 380326 - | 2002 JC125               | 7 maggio 2002     | LINEAR                      |
| 380327 - | 2002 LO5                 | 5 giugno 2002     | Spacewatch                  |
| 380328 - | 2002 NK58                | 9 luglio 2002     | NEAT                        |
| 380329 - | 2002 OR8                 | 19 luglio 2002    | NEAT                        |
| 380330 - | 2002 OF12                | 18 luglio 2002    | LINEAR                      |
| 380331 - | 2002 OA17                | 18 luglio 2002    | LINEAR                      |
| 380332 - | 2002 ON30                | 18 luglio 2002    | NEAT                        |
| 380333 - | 2002 PX23                | 6 agosto 2002     | NEAT                        |
| 380334 - | 2002 PZ87                | 8 agosto 2002     | LONEOS                      |
| 380335 - | 2002 PB113               | 12 agosto 2002    | LINEAR                      |
| 380336 - | 2002 PN141               | 15 agosto 2002    | LINEAR                      |
| 380337 - | 2002 PY184               | 11 agosto 2002    | NEAT                        |
| 380338 - | 2002 PT190               | 15 agosto 2002    | NEAT                        |
| 380339 - | 2002 PT201               | 26 giugno 1997    | Spacewatch                  |
| 380340 - | 2002 QG65                | 17 agosto 2002    | NEAT                        |
| 380341 - | 2002 QN81                | 30 agosto 2002    | NEAT                        |
| 380342 - | 2002 QN96                | 18 agosto 2002    | NEAT                        |
| 380343 - | 2002 QO102               | 28 agosto 2002    | NEAT                        |
| 380344 - | 2002 QY104               | 26 agosto 2002    | NEAT                        |
| 380345 - | 2002 QK112               | 17 agosto 2002    | NEAT                        |
| 380346 - | 2002 QH117               | 16 agosto 2002    | NEAT                        |
| 380347 - | 2002 QZ137               | 17 agosto 2002    | NEAT                        |
| 380348 - | 2002 RB43                | 5 settembre 2002  | LINEAR                      |
| 380349 - | 2002 RH151               | 12 settembre 2002 | NEAT                        |
| 380350 - | 2002 RP193               | 12 settembre 2002 | NEAT                        |
| 380351 - | 2002 RD217               | 14 settembre 2002 | NEAT                        |
| 380352 - | 2002 RS227               | 14 settembre 2002 | NEAT                        |
| 380353 - | 2002 RJ247               | 1º settembre 2002 | NEAT                        |
| 380354 - | 2002 RG256               | 4 settembre 2002  | NEAT                        |
| 380355 - | 2002 RH282               | 4 settembre 2002  | NEAT                        |
| 380356 - | 2002 SE13                | 27 settembre 2002 | NEAT                        |
| 380357 - | 2002 TD17                | 2 ottobre 2002    | LINEAR                      |
| 380358 - | 2002 TB24                | 2 ottobre 2002    | LINEAR                      |
| 380359 - | 2002 TN30                | 2 ottobre 2002    | LINEAR                      |
| 380360 - | 2002 TN62                | 3 ottobre 2002    | CINEOS                      |
| 380361 - | 2002 TV85                | 2 ottobre 2002    | CINEOS                      |
| 380362 - | 2002 TD106               | 4 ottobre 2002    | Spacewatch                  |
| 380363 - | 2002 TJ118               | 3 ottobre 2002    | NEAT                        |
| 380364 - | 2002 TG125               | 4 ottobre 2002    | NEAT                        |
| 380365 - | 2002 TB134               | 4 ottobre 2002    | NEAT                        |
| 380366 - | 2002 TR161               | 5 ottobre 2002    | LINEAR                      |
| 380367 - | 2002 TY185               | 4 ottobre 2002    | LINEAR                      |
| 380368 - | 2002 TJ188               | 4 ottobre 2002    | NEAT                        |
| 380369 - | 2002 TJ209               | 6 ottobre 2002    | LINEAR                      |
| 380370 - | 2002 TF216               | 5 ottobre 2002    | NEAT                        |
| 380371 - | 2002 TM217               | 7 ottobre 2002    | LINEAR                      |
| 380372 - | 2002 TZ222               | 7 ottobre 2002    | LINEAR                      |
| 380373 - | 2002 TS225               | 8 ottobre 2002    | LONEOS                      |
| 380374 - | 2002 TE310               | 4 ottobre 2002    | Sloan Digital Sky Survey    |
| 380375 - | 2002 TQ333               | 5 ottobre 2002    | Sloan Digital Sky Survey    |
| 380376 - | 2002 TW346               | 5 ottobre 2002    | Sloan Digital Sky Survey    |
| 380377 - | 2002 TM348               | 5 ottobre 2002    | Sloan Digital Sky Survey    |
| 380378 - | 2002 UC13                | 28 ottobre 2002   | NEAT                        |
| 380379 - | 2002 UN62                | 30 ottobre 2002   | Sloan Digital Sky Survey    |
| 380380 - | 2002 UP73                | 31 ottobre 2002   | NEAT                        |
| 380381 - | 2002 VZ9                 | 1º novembre 2002  | NEAT                        |
| 380382 - | 2002 VS20                | 5 ottobre 2002    | LINEAR                      |
| 380383 - | 2002 VA24                | 5 novembre 2002   | LINEAR                      |
| 380384 - | 2002 VE64                | 6 novembre 2002   | LONEOS                      |
| 380385 - | 2002 VU68                | 7 novembre 2002   | LONEOS                      |
| 380386 - | 2002 VO74                | 7 novembre 2002   | LINEAR                      |
| 380387 - | 2002 VK123               | 13 novembre 2002  | NEAT                        |
| 380388 - | 2002 VX138               | 13 novembre 2002  | NEAT                        |
| 380389 - | 2002 WB26                | 16 novembre 2002  | NEAT                        |
| 380390 - | 2002 WJ30                | 24 novembre 2002  | NEAT                        |
| 380391 - | 2002 XC24                | 5 dicembre 2002   | LINEAR                      |
| 380392 - | 2002 XS49                | 5 dicembre 2002   | LINEAR                      |
| 380393 - | 2002 XL63                | 11 dicembre 2002  | LINEAR                      |
| 380394 - | 2002 XM76                | 11 dicembre 2002  | LINEAR                      |
| 380395 - | 2002 XK78                | 11 dicembre 2002  | LINEAR                      |
| 380396 - | 2002 XB89                | 14 dicembre 2002  | LINEAR                      |
| 380397 - | 2002 XE89                | 15 dicembre 2002  | Nomen, J.                   |
| 380398 - | 2002 XL93                | 5 dicembre 2002   | LINEAR                      |
| 380399 - | 2002 XZ115               | 5 dicembre 2002   | NEAT                        |
| 380400 - | 2002 XV118               | 3 dicembre 2002   | NEAT                        |

## 380401-380500
| Nome               | Designazione provvisoria | Data di scoperta  | Scopritore               |
| ------------------ | ------------------------ | ----------------- | ------------------------ |
| 380401 -           | 2002 XQ119               | 7 dicembre 2002   | NEAT                     |
| 380402 -           | 2002 XB120               | 3 dicembre 2002   | NEAT                     |
| 380403 -           | 2002 YD7                 | 28 dicembre 2002  | LONEOS                   |
| 380404 -           | 2002 YM7                 | 31 dicembre 2002  | LINEAR                   |
| 380405 -           | 2002 YZ17                | 31 dicembre 2002  | LINEAR                   |
| 380406 -           | 2002 YG19                | 31 dicembre 2002  | LINEAR                   |
| 380407 -           | 2003 AL9                 | 3 gennaio 2003    | Spacewatch               |
| 380408 -           | 2003 AU22                | 7 gennaio 2003    | LINEAR                   |
| 380409 -           | 2003 AA34                | 5 gennaio 2003    | LINEAR                   |
| 380410 -           | 2003 AD54                | 5 gennaio 2003    | LINEAR                   |
| 380411 -           | 2003 AM56                | 5 gennaio 2003    | LINEAR                   |
| 380412 -           | 2003 AW71                | 11 gennaio 2003   | NEAT                     |
| 380413 -           | 2003 AS76                | 10 gennaio 2003   | LINEAR                   |
| 380414 -           | 2003 AK91                | 5 gennaio 2003    | LINEAR                   |
| 380415 -           | 2003 AL92                | 7 gennaio 2003    | LINEAR                   |
| 380416 -           | 2003 BT4                 | 24 gennaio 2003   | Boattini, A., Scholl, H. |
| 380417 -           | 2003 BN6                 | 24 gennaio 2003   | NEAT                     |
| 380418 -           | 2003 BN7                 | 26 gennaio 2003   | LONEOS                   |
| 380419 -           | 2003 BZ55                | 28 gennaio 2003   | NEAT                     |
| 380420 -           | 2003 BE68                | 27 gennaio 2003   | NEAT                     |
| 380421 -           | 2003 DE14                | 4 dicembre 1996   | Spacewatch               |
| 380422 -           | 2003 EQ4                 | 7 marzo 2003      | NEAT                     |
| 380423 -           | 2003 FM38                | 23 marzo 2003     | Spacewatch               |
| 380424 -           | 2003 FO75                | 27 marzo 2003     | NEAT                     |
| 380425 -           | 2003 FQ76                | 27 marzo 2003     | NEAT                     |
| 380426 -           | 2003 HY2                 | 24 aprile 2003    | Spacewatch               |
| 380427 -           | 2003 HB44                | 27 aprile 2003    | LONEOS                   |
| 380428 -           | 2003 JQ5                 | 1º maggio 2003    | LINEAR                   |
| 380429 -           | 2003 PX11                | 1º agosto 2003    | LINEAR                   |
| 380430 -           | 2003 QX44                | 23 agosto 2003    | LINEAR                   |
| 380431 -           | 2003 QC57                | 23 agosto 2003    | LINEAR                   |
| 380432 -           | 2003 QP79                | 26 agosto 2003    | Crni Vrh                 |
| 380433 -           | 2003 QK97                | 30 agosto 2003    | Spacewatch               |
| 380434 -           | 2003 QV114               | 20 agosto 2003    | NEAT                     |
| 380435 -           | 2003 SZ86                | 17 settembre 2003 | LINEAR                   |
| 380436 -           | 2003 SR87                | 17 settembre 2003 | NEAT                     |
| 380437 -           | 2003 SP107               | 19 settembre 2003 | LONEOS                   |
| 380438 -           | 2003 SY210               | 23 settembre 2003 | NEAT                     |
| 380439 -           | 2003 SG228               | 28 settembre 2003 | Spacewatch               |
| 380440 -           | 2003 ST236               | 26 settembre 2003 | LINEAR                   |
| 380441 -           | 2003 SG257               | 1º settembre 2003 | LINEAR                   |
| 380442 -           | 2003 SY259               | 28 settembre 2003 | Spacewatch               |
| 380443 -           | 2003 SK265               | 29 settembre 2003 | Spacewatch               |
| 380444 -           | 2003 SF281               | 18 settembre 2003 | NEAT                     |
| 380445 -           | 2003 SH283               | 20 settembre 2003 | LINEAR                   |
| 380446 -           | 2003 SN287               | 30 settembre 2003 | Spacewatch               |
| 380447 -           | 2003 SO312               | 17 settembre 2003 | LONEOS                   |
| 380448 -           | 2003 SA330               | 26 settembre 2003 | Sloan Digital Sky Survey |
| 380449 -           | 2003 SF332               | 28 settembre 2003 | LINEAR                   |
| 380450 -           | 2003 SM333               | 26 settembre 2003 | Sloan Digital Sky Survey |
| 380451 -           | 2003 SQ350               | 19 settembre 2003 | Spacewatch               |
| 380452 -           | 2003 SP370               | 26 settembre 2003 | Sloan Digital Sky Survey |
| 380453 -           | 2003 TX18                | 15 ottobre 2003   | LONEOS                   |
| 380454 -           | 2003 TC35                | 1º ottobre 2003   | Spacewatch               |
| 380455 -           | 2003 UL3                 | 16 ottobre 2003   | NEAT                     |
| 380456 -           | 2003 UZ21                | 22 ottobre 2003   | McClusky, J. V.          |
| 380457 -           | 2003 UO49                | 16 ottobre 2003   | NEAT                     |
| 380458 -           | 2003 UQ56                | 22 ottobre 2003   | Spacewatch               |
| 380459 -           | 2003 UU155               | 20 ottobre 2003   | Spacewatch               |
| 380460 -           | 2003 UQ171               | 20 ottobre 2003   | Spacewatch               |
| 380461 -           | 2003 UD176               | 21 ottobre 2003   | LONEOS                   |
| 380462 -           | 2003 UJ252               | 26 ottobre 2003   | Spacewatch               |
| 380463 -           | 2003 UZ271               | 28 ottobre 2003   | LINEAR                   |
| 380464 -           | 2003 UB295               | 16 ottobre 2003   | Spacewatch               |
| 380465 -           | 2003 UM314               | 20 ottobre 2003   | Spacewatch               |
| 380466 -           | 2003 UV315               | 20 ottobre 2003   | LINEAR                   |
| 380467 -           | 2003 UG322               | 16 ottobre 2003   | Spacewatch               |
| 380468 -           | 2003 UG326               | 17 ottobre 2003   | Sloan Digital Sky Survey |
| 380469 -           | 2003 UK343               | 19 ottobre 2003   | Sloan Digital Sky Survey |
| 380470 -           | 2003 UT367               | 28 settembre 2003 | Spacewatch               |
| 380471 -           | 2003 UG408               | 23 ottobre 2003   | Sloan Digital Sky Survey |
| 380472 -           | 2003 WR24                | 20 novembre 2003  | LINEAR                   |
| 380473 -           | 2003 WB90                | 16 novembre 2003  | Spacewatch               |
| 380474 -           | 2003 WX92                | 19 novembre 2003  | LONEOS                   |
| 380475 -           | 2003 WC101               | 21 novembre 2003  | LINEAR                   |
| 380476 -           | 2003 YO1                 | 18 dicembre 2003  | Spacewatch               |
| 380477 -           | 2003 YR64                | 19 dicembre 2003  | LINEAR                   |
| 380478 -           | 2003 YU86                | 19 dicembre 2003  | LINEAR                   |
| 380479 -           | 2003 YP131               | 28 dicembre 2003  | LINEAR                   |
| 380480 Glennhawley | 2003 YW176               | 16 dicembre 2003  | Balam, D. D.             |
| 380481 -           | 2003 YF181               | 22 dicembre 2003  | Spacewatch               |
| 380482 -           | 2004 AG4                 | 15 gennaio 2004   | Spacewatch               |
| 380483 -           | 2004 AV6                 | 15 gennaio 2004   | Spacewatch               |
| 380484 -           | 2004 AS23                | 22 dicembre 2003  | Spacewatch               |
| 380485 -           | 2004 BS29                | 18 gennaio 2004   | NEAT                     |
| 380486 -           | 2004 BB50                | 21 gennaio 2004   | LINEAR                   |
| 380487 -           | 2004 BC75                | 21 gennaio 2004   | LINEAR                   |
| 380488 -           | 2004 BX98                | 27 gennaio 2004   | Spacewatch               |
| 380489 -           | 2004 BS99                | 27 gennaio 2004   | Spacewatch               |
| 380490 -           | 2004 BV140               | 19 gennaio 2004   | Spacewatch               |
| 380491 -           | 2004 CM14                | 11 febbraio 2004  | Spacewatch               |
| 380492 -           | 2004 CK21                | 11 febbraio 2004  | LONEOS                   |
| 380493 -           | 2004 CY22                | 12 febbraio 2004  | Spacewatch               |
| 380494 -           | 2004 CX49                | 11 febbraio 2004  | NEAT                     |
| 380495 -           | 2004 CL89                | 11 febbraio 2004  | Spacewatch               |
| 380496 -           | 2004 CV110               | 13 febbraio 2004  | Spacewatch               |
| 380497 -           | 2004 CB119               | 11 febbraio 2004  | Spacewatch               |
| 380498 -           | 2004 DT                  | 16 febbraio 2004  | Spacewatch               |
| 380499 -           | 2004 DC34                | 18 febbraio 2004  | CSS                      |
| 380500 -           | 2004 DQ44                | 17 febbraio 2004  | Spacewatch               |

## 380501-380600
| Nome     | Designazione provvisoria | Data di scoperta  | Scopritore               |
| -------- | ------------------------ | ----------------- | ------------------------ |
| 380501 - | 2004 DZ57                | 23 febbraio 2004  | LINEAR                   |
| 380502 - | 2004 DZ69                | 4 gennaio 2004    | McNaught, R. H.          |
| 380503 - | 2004 EY2                 | 9 marzo 2004      | NEAT                     |
| 380504 - | 2004 EP21                | 26 febbraio 2004  | LINEAR                   |
| 380505 - | 2004 EW44                | 15 marzo 2004     | Spacewatch               |
| 380506 - | 2004 EM65                | 14 marzo 2004     | LINEAR                   |
| 380507 - | 2004 EL82                | 15 marzo 2004     | LINEAR                   |
| 380508 - | 2004 EU111               | 15 marzo 2004     | LINEAR                   |
| 380509 - | 2004 FY5                 | 30 gennaio 2004   | LINEAR                   |
| 380510 - | 2004 FF8                 | 18 gennaio 2004   | Spacewatch               |
| 380511 - | 2004 FO9                 | 16 marzo 2004     | Spacewatch               |
| 380512 - | 2004 FX44                | 16 marzo 2004     | LINEAR                   |
| 380513 - | 2004 FL47                | 18 marzo 2004     | Spacewatch               |
| 380514 - | 2004 FF71                | 17 marzo 2004     | Spacewatch               |
| 380515 - | 2004 FQ93                | 22 marzo 2004     | LINEAR                   |
| 380516 - | 2004 FX95                | 23 marzo 2004     | LINEAR                   |
| 380517 - | 2004 FR103               | 23 marzo 2004     | LINEAR                   |
| 380518 - | 2004 FC122               | 19 marzo 2004     | LINEAR                   |
| 380519 - | 2004 FW124               | 27 marzo 2004     | LINEAR                   |
| 380520 - | 2004 FV125               | 27 marzo 2004     | LINEAR                   |
| 380521 - | 2004 FX160               | 18 marzo 2004     | NEAT                     |
| 380522 - | 2004 GK                  | 10 aprile 2004    | Young, J. W.             |
| 380523 - | 2004 GQ                  | 27 marzo 2004     | LINEAR                   |
| 380524 - | 2004 GY                  | 11 aprile 2004    | CSS                      |
| 380525 - | 2004 GE4                 | 11 aprile 2004    | NEAT                     |
| 380526 - | 2004 GN4                 | 23 marzo 2004     | Spacewatch               |
| 380527 - | 2004 GQ11                | 12 aprile 2004    | LINEAR                   |
| 380528 - | 2004 GU12                | 11 aprile 2004    | NEAT                     |
| 380529 - | 2004 GJ53                | 13 aprile 2004    | Spacewatch               |
| 380530 - | 2004 GL58                | 14 aprile 2004    | Spacewatch               |
| 380531 - | 2004 GE59                | 12 aprile 2004    | NEAT                     |
| 380532 - | 2004 GT75                | 15 aprile 2004    | Siding Spring Survey     |
| 380533 - | 2004 GH77                | 13 aprile 2004    | Siding Spring Survey     |
| 380534 - | 2004 HQ35                | 20 aprile 2004    | LINEAR                   |
| 380535 - | 2004 HL44                | 31 marzo 2004     | Spacewatch               |
| 380536 - | 2004 HB49                | 22 aprile 2004    | CINEOS                   |
| 380537 - | 2004 HS55                | 24 aprile 2004    | LINEAR                   |
| 380538 - | 2004 JY5                 | 12 maggio 2004    | LINEAR                   |
| 380539 - | 2004 JG56                | 12 maggio 2004    | Sloan Digital Sky Survey |
| 380540 - | 2004 KQ10                | 19 maggio 2004    | CINEOS                   |
| 380541 - | 2004 KB13                | 23 maggio 2004    | LINEAR                   |
| 380542 - | 2004 LA7                 | 11 giugno 2004    | LINEAR                   |
| 380543 - | 2004 NH10                | 9 luglio 2004     | LINEAR                   |
| 380544 - | 2004 NV18                | 15 giugno 2004    | Spacewatch               |
| 380545 - | 2004 NL22                | 11 luglio 2004    | LINEAR                   |
| 380546 - | 2004 NB25                | 18 giugno 2004    | LINEAR                   |
| 380547 - | 2004 NR30                | 9 luglio 2004     | LONEOS                   |
| 380548 - | 2004 NR33                | 14 luglio 2004    | Siding Spring Survey     |
| 380549 - | 2004 OJ4                 | 17 luglio 2004    | Broughton, J.            |
| 380550 - | 2004 OT5                 | 16 luglio 2004    | Broughton, J.            |
| 380551 - | 2004 OO9                 | 20 luglio 2004    | Broughton, J.            |
| 380552 - | 2004 PA                  | 4 agosto 2004     | NEAT                     |
| 380553 - | 2004 PX10                | 7 agosto 2004     | NEAT                     |
| 380554 - | 2004 PC16                | 7 agosto 2004     | NEAT                     |
| 380555 - | 2004 PZ16                | 7 agosto 2004     | CINEOS                   |
| 380556 - | 2004 PN48                | 8 agosto 2004     | LINEAR                   |
| 380557 - | 2004 PT51                | 8 agosto 2004     | LINEAR                   |
| 380558 - | 2004 PC81                | 10 agosto 2004    | LINEAR                   |
| 380559 - | 2004 PR106               | 15 agosto 2004    | CINEOS                   |
| 380560 - | 2004 PQ109               | 12 agosto 2004    | Buie, M. W.              |
| 380561 - | 2004 QQ5                 | 21 agosto 2004    | Wise                     |
| 380562 - | 2004 QF9                 | 20 agosto 2004    | Siding Spring Survey     |
| 380563 - | 2004 QB18                | 19 agosto 2004    | LINEAR                   |
| 380564 - | 2004 QK18                | 13 agosto 2004    | LINEAR                   |
| 380565 - | 2004 QO19                | 23 agosto 2004    | Siding Spring Survey     |
| 380566 - | 2004 QW24                | 24 agosto 2004    | Siding Spring Survey     |
| 380567 - | 2004 RD13                | 11 agosto 2004    | LINEAR                   |
| 380568 - | 2004 RW22                | 7 settembre 2004  | Spacewatch               |
| 380569 - | 2004 RR25                | 8 settembre 2004  | CINEOS                   |
| 380570 - | 2004 RD40                | 7 settembre 2004  | LINEAR                   |
| 380571 - | 2004 RF56                | 8 settembre 2004  | LINEAR                   |
| 380572 - | 2004 RW93                | 8 settembre 2004  | LINEAR                   |
| 380573 - | 2004 RL110               | 11 settembre 2004 | LINEAR                   |
| 380574 - | 2004 RL114               | 7 settembre 2004  | Spacewatch               |
| 380575 - | 2004 RT162               | 11 settembre 2004 | LINEAR                   |
| 380576 - | 2004 RE163               | 11 settembre 2004 | Spacewatch               |
| 380577 - | 2004 RJ169               | 8 settembre 2004  | LINEAR                   |
| 380578 - | 2004 RR180               | 10 settembre 2004 | LINEAR                   |
| 380579 - | 2004 RP183               | 10 settembre 2004 | LINEAR                   |
| 380580 - | 2004 RZ187               | 10 settembre 2004 | LINEAR                   |
| 380581 - | 2004 RS195               | 10 settembre 2004 | LINEAR                   |
| 380582 - | 2004 RD206               | 10 settembre 2004 | LINEAR                   |
| 380583 - | 2004 RK209               | 11 settembre 2004 | LINEAR                   |
| 380584 - | 2004 RG216               | 11 settembre 2004 | LINEAR                   |
| 380585 - | 2004 RW217               | 11 settembre 2004 | LINEAR                   |
| 380586 - | 2004 RJ234               | 9 settembre 2004  | Spacewatch               |
| 380587 - | 2004 RP243               | 10 settembre 2004 | Spacewatch               |
| 380588 - | 2004 RY250               | 14 settembre 2004 | LINEAR                   |
| 380589 - | 2004 RX252               | 15 settembre 2004 | LINEAR                   |
| 380590 - | 2004 RP288               | 14 settembre 2004 | Kovalchuk, G., Lokot, V. |
| 380591 - | 2004 RP312               | 15 settembre 2004 | LONEOS                   |
| 380592 - | 2004 RE323               | 13 settembre 2004 | LINEAR                   |
| 380593 - | 2004 RY323               | 13 settembre 2004 | LINEAR                   |
| 380594 - | 2004 RA341               | 7 settembre 2004  | LINEAR                   |
| 380595 - | 2004 RU341               | 10 settembre 2004 | Spacewatch               |
| 380596 - | 2004 SX3                 | 17 settembre 2004 | LINEAR                   |
| 380597 - | 2004 SB4                 | 17 settembre 2004 | LONEOS                   |
| 380598 - | 2004 SE22                | 17 settembre 2004 | LINEAR                   |
| 380599 - | 2004 SW28                | 17 settembre 2004 | LINEAR                   |
| 380600 - | 2004 SV40                | 17 settembre 2004 | LINEAR                   |

## 380601-380700
| Nome          | Designazione provvisoria | Data di scoperta  | Scopritore               |
| ------------- | ------------------------ | ----------------- | ------------------------ |
| 380601 -      | 2004 SD54                | 13 settembre 2004 | LONEOS                   |
| 380602 -      | 2004 TE14                | 8 settembre 2004  | LINEAR                   |
| 380603 -      | 2004 TO47                | 4 ottobre 2004    | Spacewatch               |
| 380604 -      | 2004 TN56                | 5 ottobre 2004    | Spacewatch               |
| 380605 -      | 2004 TO62                | 5 ottobre 2004    | Spacewatch               |
| 380606 -      | 2004 TC68                | 5 ottobre 2004    | LONEOS                   |
| 380607 Sharma | 2004 TV69                | 5 ottobre 2004    | Jarnac                   |
| 380608 -      | 2004 TA70                | 5 ottobre 2004    | NEAT                     |
| 380609 -      | 2004 TP75                | 6 ottobre 2004    | NEAT                     |
| 380610 -      | 2004 TE96                | 5 ottobre 2004    | Spacewatch               |
| 380611 -      | 2004 TD102               | 6 ottobre 2004    | Spacewatch               |
| 380612 -      | 2004 TK123               | 7 ottobre 2004    | LONEOS                   |
| 380613 -      | 2004 TE126               | 7 ottobre 2004    | LINEAR                   |
| 380614 -      | 2004 TJ139               | 9 ottobre 2004    | LONEOS                   |
| 380615 -      | 2004 TQ161               | 6 ottobre 2004    | Spacewatch               |
| 380616 -      | 2004 TW204               | 7 ottobre 2004    | Spacewatch               |
| 380617 -      | 2004 TT220               | 6 ottobre 2004    | NEAT                     |
| 380618 -      | 2004 TS228               | 8 ottobre 2004    | Spacewatch               |
| 380619 -      | 2004 TX249               | 7 ottobre 2004    | LINEAR                   |
| 380620 -      | 2004 TS274               | 9 ottobre 2004    | Spacewatch               |
| 380621 -      | 2004 TU278               | 9 ottobre 2004    | Spacewatch               |
| 380622 -      | 2004 TW287               | 9 ottobre 2004    | LINEAR                   |
| 380623 -      | 2004 TM294               | 10 ottobre 2004   | NEAT                     |
| 380624 -      | 2004 TU298               | 17 settembre 2004 | Spacewatch               |
| 380625 -      | 2004 TQ302               | 9 ottobre 2004    | LINEAR                   |
| 380626 -      | 2004 TZ336               | 11 ottobre 2004   | NEAT                     |
| 380627 -      | 2004 TM349               | 8 ottobre 2004    | Spacewatch               |
| 380628 -      | 2004 TO349               | 8 ottobre 2004    | Spacewatch               |
| 380629 -      | 2004 TO356               | 14 ottobre 2004   | LONEOS                   |
| 380630 -      | 2004 UM1                 | 22 ottobre 2004   | Pla D'Arguines           |
| 380631 -      | 2004 VT19                | 7 ottobre 2004    | Spacewatch               |
| 380632 -      | 2004 VH22                | 4 novembre 2004   | Spacewatch               |
| 380633 -      | 2004 VP81                | 4 novembre 2004   | Spacewatch               |
| 380634 -      | 2004 VD112               | 3 novembre 2004   | LONEOS                   |
| 380635 -      | 2004 XR9                 | 2 dicembre 2004   | CSS                      |
| 380636 -      | 2004 XN14                | 10 dicembre 2004  | CSS                      |
| 380637 -      | 2004 XK22                | 8 dicembre 2004   | LINEAR                   |
| 380638 -      | 2004 XK23                | 8 dicembre 2004   | LINEAR                   |
| 380639 -      | 2004 XN42                | 2 dicembre 2004   | NEAT                     |
| 380640 -      | 2004 XU56                | 10 dicembre 2004  | Spacewatch               |
| 380641 -      | 2004 XN107               | 11 dicembre 2004  | LINEAR                   |
| 380642 -      | 2004 XD121               | 14 dicembre 2004  | LINEAR                   |
| 380643 -      | 2004 XS124               | 11 dicembre 2004  | CSS                      |
| 380644 -      | 2004 XG125               | 11 dicembre 2004  | CSS                      |
| 380645 -      | 2004 XA138               | 13 dicembre 2004  | Spacewatch               |
| 380646 -      | 2004 XL140               | 13 dicembre 2004  | Spacewatch               |
| 380647 -      | 2004 XC163               | 15 dicembre 2004  | LINEAR                   |
| 380648 -      | 2004 XH192               | 12 dicembre 2004  | Spacewatch               |
| 380649 -      | 2004 YU4                 | 17 dicembre 2004  | NEAT                     |
| 380650 -      | 2004 YM27                | 16 dicembre 2004  | LINEAR                   |
| 380651 -      | 2004 YS27                | 16 dicembre 2004  | LINEAR                   |
| 380652 -      | 2005 AL6                 | 6 gennaio 2005    | LINEAR                   |
| 380653 -      | 2005 AR38                | 13 gennaio 2005   | CSS                      |
| 380654 -      | 2005 BV28                | 31 gennaio 2005   | NEAT                     |
| 380655 -      | 2005 CZ2                 | 1º febbraio 2005  | CSS                      |
| 380656 -      | 2005 CQ52                | 3 febbraio 2005   | LINEAR                   |
| 380657 -      | 2005 DN1                 | 17 febbraio 2005  | Boattini, A., Scholl, H. |
| 380658 -      | 2005 EM12                | 2 marzo 2005      | CSS                      |
| 380659 -      | 2005 EL19                | 3 marzo 2005      | Spacewatch               |
| 380660 -      | 2005 EV54                | 4 marzo 2005      | Spacewatch               |
| 380661 -      | 2005 EF137               | 9 marzo 2005      | Mt. Lemmon Survey        |
| 380662 -      | 2005 EM152               | 10 marzo 2005     | Spacewatch               |
| 380663 -      | 2005 EF187               | 10 marzo 2005     | Mt. Lemmon Survey        |
| 380664 -      | 2005 EE217               | 9 marzo 2005      | CSS                      |
| 380665 -      | 2005 EF224               | 10 marzo 2005     | LONEOS                   |
| 380666 -      | 2005 EV248               | 12 marzo 2005     | LINEAR                   |
| 380667 -      | 2005 EV257               | 11 marzo 2005     | Mt. Lemmon Survey        |
| 380668 -      | 2005 EA279               | 9 marzo 2005      | Mt. Lemmon Survey        |
| 380669 -      | 2005 EV281               | 10 marzo 2005     | CSS                      |
| 380670 -      | 2005 EO282               | 10 marzo 2005     | Mt. Lemmon Survey        |
| 380671 -      | 2005 GZ19                | 2 aprile 2005     | Mt. Lemmon Survey        |
| 380672 -      | 2005 GL23                | 1º aprile 2005    | Spacewatch               |
| 380673 -      | 2005 GN25                | 2 aprile 2005     | Mt. Lemmon Survey        |
| 380674 -      | 2005 GF39                | 4 aprile 2005     | Mt. Lemmon Survey        |
| 380675 -      | 2005 GH45                | 5 aprile 2005     | NEAT                     |
| 380676 -      | 2005 GN51                | 2 aprile 2005     | Mt. Lemmon Survey        |
| 380677 -      | 2005 GX52                | 2 aprile 2005     | Mt. Lemmon Survey        |
| 380678 -      | 2005 GO76                | 5 aprile 2005     | Mt. Lemmon Survey        |
| 380679 -      | 2005 GS79                | 6 aprile 2005     | Mt. Lemmon Survey        |
| 380680 -      | 2005 GK80                | 7 aprile 2005     | Spacewatch               |
| 380681 -      | 2005 GN95                | 6 aprile 2005     | Spacewatch               |
| 380682 -      | 2005 GK98                | 7 aprile 2005     | NEAT                     |
| 380683 -      | 2005 GY103               | 9 aprile 2005     | LINEAR                   |
| 380684 -      | 2005 GZ106               | 10 aprile 2005    | Spacewatch               |
| 380685 -      | 2005 GE109               | 10 aprile 2005    | Mt. Lemmon Survey        |
| 380686 -      | 2005 GR111               | 5 aprile 2005     | Mt. Lemmon Survey        |
| 380687 -      | 2005 JG5                 | 4 maggio 2005     | Spacewatch               |
| 380688 -      | 2005 JA13                | 4 maggio 2005     | Veillet, C.              |
| 380689 -      | 2005 JB17                | 4 maggio 2005     | NEAT                     |
| 380690 -      | 2005 JW24                | 3 maggio 2005     | Spacewatch               |
| 380691 -      | 2005 JW27                | 3 maggio 2005     | CSS                      |
| 380692 -      | 2005 JJ32                | 4 maggio 2005     | Mt. Lemmon Survey        |
| 380693 -      | 2005 JY35                | 4 maggio 2005     | Spacewatch               |
| 380694 -      | 2005 JU59                | 8 maggio 2005     | Spacewatch               |
| 380695 -      | 2005 JP60                | 8 maggio 2005     | LINEAR                   |
| 380696 -      | 2005 JB82                | 9 maggio 2005     | Spacewatch               |
| 380697 -      | 2005 JV83                | 8 maggio 2005     | Spacewatch               |
| 380698 -      | 2005 JK85                | 8 maggio 2005     | LINEAR                   |
| 380699 -      | 2005 JE88                | 10 maggio 2005    | Spacewatch               |
| 380700 -      | 2005 JM111               | 9 maggio 2005     | LINEAR                   |

## 380701-380800
| Nome     | Designazione provvisoria | Data di scoperta  | Scopritore        |
| -------- | ------------------------ | ----------------- | ----------------- |
| 380701 - | 2005 JK117               | 10 maggio 2005    | Spacewatch        |
| 380702 - | 2005 JE133               | 14 maggio 2005    | Spacewatch        |
| 380703 - | 2005 JS141               | 14 maggio 2005    | Mt. Lemmon Survey |
| 380704 - | 2005 JR157               | 4 maggio 2005     | NEAT              |
| 380705 - | 2005 KT3                 | 17 maggio 2005    | Mt. Lemmon Survey |
| 380706 - | 2005 KH6                 | 17 maggio 2005    | LINEAR            |
| 380707 - | 2005 LE39                | 11 giugno 2005    | Spacewatch        |
| 380708 - | 2005 LG53                | 13 giugno 2005    | Mt. Lemmon Survey |
| 380709 - | 2005 MK19                | 29 giugno 2005    | NEAT              |
| 380710 - | 2005 MN32                | 28 giugno 2005    | NEAT              |
| 380711 - | 2005 NN43                | 14 giugno 2005    | Mt. Lemmon Survey |
| 380712 - | 2005 NG49                | 4 luglio 2005     | Mt. Lemmon Survey |
| 380713 - | 2005 NY67                | 3 luglio 2005     | Mt. Lemmon Survey |
| 380714 - | 2005 NF93                | 5 luglio 2005     | NEAT              |
| 380715 - | 2005 OC15                | 28 luglio 2005    | Broughton, J.     |
| 380716 - | 2005 OS20                | 28 luglio 2005    | NEAT              |
| 380717 - | 2005 QD11                | 27 agosto 2005    | Healy, D.         |
| 380718 - | 2005 QD20                | 26 agosto 2005    | LONEOS            |
| 380719 - | 2005 QY44                | 26 agosto 2005    | NEAT              |
| 380720 - | 2005 QL58                | 25 agosto 2005    | NEAT              |
| 380721 - | 2005 QL131               | 28 agosto 2005    | Spacewatch        |
| 380722 - | 2005 QY133               | 28 agosto 2005    | Spacewatch        |
| 380723 - | 2005 QO139               | 28 agosto 2005    | Spacewatch        |
| 380724 - | 2005 QD141               | 29 agosto 2005    | LONEOS            |
| 380725 - | 2005 QN158               | 26 agosto 2005    | NEAT              |
| 380726 - | 2005 QZ177               | 31 agosto 2005    | Spacewatch        |
| 380727 - | 2005 QE183               | 31 agosto 2005    | LONEOS            |
| 380728 - | 2005 RM13                | 1º settembre 2005 | NEAT              |
| 380729 - | 2005 RX30                | 11 settembre 2005 | LONEOS            |
| 380730 - | 2005 RH32                | 13 settembre 2005 | Spacewatch        |
| 380731 - | 2005 RU47                | 13 settembre 2005 | Becker, A. C.     |
| 380732 - | 2005 SB7                 | 24 settembre 2005 | Spacewatch        |
| 380733 - | 2005 SY7                 | 25 settembre 2005 | CSS               |
| 380734 - | 2005 SW22                | 23 settembre 2005 | Spacewatch        |
| 380735 - | 2005 SP26                | 23 settembre 2005 | Spacewatch        |
| 380736 - | 2005 SJ27                | 23 settembre 2005 | Spacewatch        |
| 380737 - | 2005 SD39                | 24 settembre 2005 | Spacewatch        |
| 380738 - | 2005 SM49                | 24 settembre 2005 | Spacewatch        |
| 380739 - | 2005 SA72                | 23 settembre 2005 | CSS               |
| 380740 - | 2005 SK87                | 24 settembre 2005 | Spacewatch        |
| 380741 - | 2005 SM89                | 24 settembre 2005 | Spacewatch        |
| 380742 - | 2005 SW97                | 25 settembre 2005 | Spacewatch        |
| 380743 - | 2005 SR102               | 25 settembre 2005 | Spacewatch        |
| 380744 - | 2005 SU110               | 26 settembre 2005 | Spacewatch        |
| 380745 - | 2005 SW114               | 27 settembre 2005 | Spacewatch        |
| 380746 - | 2005 SF116               | 27 settembre 2005 | Spacewatch        |
| 380747 - | 2005 SV123               | 29 settembre 2005 | LONEOS            |
| 380748 - | 2005 SH139               | 25 settembre 2005 | Spacewatch        |
| 380749 - | 2005 SE143               | 25 settembre 2005 | Spacewatch        |
| 380750 - | 2005 SA144               | 25 settembre 2005 | Spacewatch        |
| 380751 - | 2005 SF145               | 25 settembre 2005 | Spacewatch        |
| 380752 - | 2005 SO159               | 26 settembre 2005 | NEAT              |
| 380753 - | 2005 SC160               | 27 settembre 2005 | Spacewatch        |
| 380754 - | 2005 SS190               | 29 settembre 2005 | LONEOS            |
| 380755 - | 2005 SG200               | 30 settembre 2005 | Spacewatch        |
| 380756 - | 2005 SU253               | 22 settembre 2005 | NEAT              |
| 380757 - | 2005 ST261               | 22 settembre 2005 | NEAT              |
| 380758 - | 2005 SG268               | 30 settembre 2005 | NEAT              |
| 380759 - | 2005 TL5                 | 1º ottobre 2005   | CSS               |
| 380760 - | 2005 TK43                | 5 ottobre 2005    | LINEAR            |
| 380761 - | 2005 TN63                | 6 ottobre 2005    | Spacewatch        |
| 380762 - | 2005 TW71                | 3 ottobre 2005    | CSS               |
| 380763 - | 2005 TQ87                | 5 ottobre 2005    | Spacewatch        |
| 380764 - | 2005 TM116               | 7 ottobre 2005    | Spacewatch        |
| 380765 - | 2005 TM127               | 7 ottobre 2005    | Spacewatch        |
| 380766 - | 2005 TZ138               | 8 ottobre 2005    | Spacewatch        |
| 380767 - | 2005 TA153               | 6 ottobre 2005    | Mt. Lemmon Survey |
| 380768 - | 2005 TW188               | 13 ottobre 2005   | Spacewatch        |
| 380769 - | 2005 UZ65                | 22 ottobre 2005   | CSS               |
| 380770 - | 2005 US90                | 22 ottobre 2005   | Spacewatch        |
| 380771 - | 2005 UW209               | 27 ottobre 2005   | Mt. Lemmon Survey |
| 380772 - | 2005 UZ215               | 25 ottobre 2005   | Spacewatch        |
| 380773 - | 2005 UF223               | 25 ottobre 2005   | Spacewatch        |
| 380774 - | 2005 UX242               | 25 ottobre 2005   | Spacewatch        |
| 380775 - | 2005 UW315               | 25 ottobre 2005   | Spacewatch        |
| 380776 - | 2005 UW328               | 28 ottobre 2005   | Mt. Lemmon Survey |
| 380777 - | 2005 UZ349               | 27 ottobre 2005   | CSS               |
| 380778 - | 2005 UO353               | 29 ottobre 2005   | CSS               |
| 380779 - | 2005 UF403               | 28 ottobre 2005   | Spacewatch        |
| 380780 - | 2005 UT510               | 25 ottobre 2005   | Mt. Lemmon Survey |
| 380781 - | 2005 UN513               | 28 ottobre 2005   | Spacewatch        |
| 380782 - | 2005 UT513               | 23 ottobre 2005   | Spacewatch        |
| 380783 - | 2005 UD521               | 26 ottobre 2005   | Becker, A. C.     |
| 380784 - | 2005 UO531               | 29 ottobre 2005   | CSS               |
| 380785 - | 2005 VW5                 | 6 novembre 2005   | Hug, G.           |
| 380786 - | 2005 VF88                | 6 novembre 2005   | Spacewatch        |
| 380787 - | 2005 VH119               | 4 novembre 2005   | Mt. Lemmon Survey |
| 380788 - | 2005 VD135               | 1º novembre 2005  | Mt. Lemmon Survey |
| 380789 - | 2005 WT4                 | 20 novembre 2005  | CSS               |
| 380790 - | 2005 WJ17                | 22 novembre 2005  | Spacewatch        |
| 380791 - | 2005 WV38                | 22 novembre 2005  | Spacewatch        |
| 380792 - | 2005 WG44                | 21 novembre 2005  | Spacewatch        |
| 380793 - | 2005 WQ45                | 22 novembre 2005  | Spacewatch        |
| 380794 - | 2005 WV47                | 25 novembre 2005  | Spacewatch        |
| 380795 - | 2005 WK60                | 21 novembre 2005  | Spacewatch        |
| 380796 - | 2005 WF101               | 29 novembre 2005  | LINEAR            |
| 380797 - | 2005 WU133               | 25 novembre 2005  | Mt. Lemmon Survey |
| 380798 - | 2005 WF142               | 29 novembre 2005  | Spacewatch        |
| 380799 - | 2005 WE146               | 25 novembre 2005  | Spacewatch        |
| 380800 - | 2005 WH153               | 29 novembre 2005  | NEAT              |

## 380801-380900
| Nome                 | Designazione provvisoria | Data di scoperta | Scopritore           |
| -------------------- | ------------------------ | ---------------- | -------------------- |
| 380801 -             | 2005 WA164               | 29 novembre 2005 | Spacewatch           |
| 380802 -             | 2005 WC166               | 29 novembre 2005 | Spacewatch           |
| 380803 -             | 2005 WK177               | 30 novembre 2005 | Spacewatch           |
| 380804 -             | 2005 XC43                | 2 dicembre 2005  | Spacewatch           |
| 380805 -             | 2005 XF81                | 7 dicembre 2005  | Spacewatch           |
| 380806 -             | 2005 YW6                 | 21 dicembre 2005 | Spacewatch           |
| 380807 -             | 2005 YJ23                | 4 dicembre 2005  | Mt. Lemmon Survey    |
| 380808 -             | 2005 YN29                | 24 dicembre 2005 | Spacewatch           |
| 380809 -             | 2005 YG38                | 21 dicembre 2005 | CSS                  |
| 380810 -             | 2005 YL50                | 25 dicembre 2005 | LONEOS               |
| 380811 -             | 2005 YS53                | 22 dicembre 2005 | Spacewatch           |
| 380812 -             | 2005 YS56                | 24 dicembre 2005 | Spacewatch           |
| 380813 -             | 2005 YU60                | 22 dicembre 2005 | Spacewatch           |
| 380814 -             | 2005 YQ86                | 25 dicembre 2005 | Mt. Lemmon Survey    |
| 380815 -             | 2005 YW98                | 27 dicembre 2005 | CSS                  |
| 380816 -             | 2005 YZ99                | 28 dicembre 2005 | Spacewatch           |
| 380817 -             | 2005 YM126               | 26 dicembre 2005 | Spacewatch           |
| 380818 -             | 2005 YV128               | 30 dicembre 2005 | Siding Spring Survey |
| 380819 -             | 2005 YV134               | 26 dicembre 2005 | Spacewatch           |
| 380820 -             | 2005 YB138               | 26 dicembre 2005 | Spacewatch           |
| 380821 -             | 2005 YQ143               | 28 dicembre 2005 | Mt. Lemmon Survey    |
| 380822 -             | 2005 YD168               | 28 dicembre 2005 | Spacewatch           |
| 380823 -             | 2005 YT185               | 29 dicembre 2005 | Spacewatch           |
| 380824 -             | 2005 YL207               | 28 dicembre 2005 | Mt. Lemmon Survey    |
| 380825 -             | 2005 YC208               | 26 dicembre 2005 | CSS                  |
| 380826 -             | 2005 YP219               | 30 dicembre 2005 | CSS                  |
| 380827 -             | 2005 YE221               | 25 dicembre 2005 | CSS                  |
| 380828 -             | 2005 YV228               | 25 dicembre 2005 | Mt. Lemmon Survey    |
| 380829 -             | 2005 YD238               | 29 dicembre 2005 | Spacewatch           |
| 380830 -             | 2005 YE288               | 30 dicembre 2005 | CSS                  |
| 380831 -             | 2005 YY290               | 29 dicembre 2005 | Spacewatch           |
| 380832 Annecambridge | 2006 AC                  | 3 gennaio 2006   | Lowe, A.             |
| 380833 -             | 2006 AN21                | 5 gennaio 2006   | CSS                  |
| 380834 -             | 2006 AO22                | 5 gennaio 2006   | CSS                  |
| 380835 -             | 2006 AE32                | 5 gennaio 2006   | CSS                  |
| 380836 -             | 2006 AL37                | 4 gennaio 2006   | Spacewatch           |
| 380837 -             | 2006 AY38                | 7 gennaio 2006   | Mt. Lemmon Survey    |
| 380838 -             | 2006 AD56                | 6 gennaio 2006   | Mt. Lemmon Survey    |
| 380839 -             | 2006 AP57                | 8 gennaio 2006   | LONEOS               |
| 380840 -             | 2006 AK67                | 9 gennaio 2006   | Spacewatch           |
| 380841 -             | 2006 AG68                | 5 gennaio 2006   | Mt. Lemmon Survey    |
| 380842 -             | 2006 AA79                | 6 gennaio 2006   | Spacewatch           |
| 380843 -             | 2006 AY96                | 29 novembre 2005 | Mt. Lemmon Survey    |
| 380844 -             | 2006 AG104               | 6 gennaio 2006   | Spacewatch           |
| 380845 -             | 2006 BC3                 | 21 gennaio 2006  | Mt. Lemmon Survey    |
| 380846 -             | 2006 BN7                 | 22 gennaio 2006  | LINEAR               |
| 380847 -             | 2006 BX22                | 22 gennaio 2006  | Mt. Lemmon Survey    |
| 380848 -             | 2006 BO25                | 23 gennaio 2006  | Mt. Lemmon Survey    |
| 380849 -             | 2006 BW25                | 19 gennaio 2006  | CSS                  |
| 380850 -             | 2006 BW54                | 23 gennaio 2006  | Yeung, W. K. Y.      |
| 380851 -             | 2006 BQ75                | 23 gennaio 2006  | Spacewatch           |
| 380852 -             | 2006 BZ78                | 23 gennaio 2006  | Spacewatch           |
| 380853 -             | 2006 BT101               | 23 gennaio 2006  | LINEAR               |
| 380854 -             | 2006 BN107               | 25 gennaio 2006  | Spacewatch           |
| 380855 -             | 2006 BZ120               | 26 gennaio 2006  | Spacewatch           |
| 380856 -             | 2006 BZ121               | 26 gennaio 2006  | Spacewatch           |
| 380857 -             | 2006 BG124               | 26 gennaio 2006  | Spacewatch           |
| 380858 -             | 2006 BY130               | 26 gennaio 2006  | Spacewatch           |
| 380859 -             | 2006 BN139               | 28 gennaio 2006  | Mt. Lemmon Survey    |
| 380860 -             | 2006 BL140               | 22 gennaio 2006  | Mt. Lemmon Survey    |
| 380861 -             | 2006 BR150               | 25 gennaio 2006  | Spacewatch           |
| 380862 -             | 2006 BZ154               | 25 gennaio 2006  | Spacewatch           |
| 380863 -             | 2006 BJ158               | 25 gennaio 2006  | Spacewatch           |
| 380864 -             | 2006 BE182               | 27 gennaio 2006  | Mt. Lemmon Survey    |
| 380865 -             | 2006 BF217               | 27 gennaio 2006  | LONEOS               |
| 380866 -             | 2006 BP217               | 28 gennaio 2006  | CSS                  |
| 380867 -             | 2006 BV221               | 30 gennaio 2006  | Spacewatch           |
| 380868 -             | 2006 BC241               | 31 gennaio 2006  | Spacewatch           |
| 380869 -             | 2006 BF253               | 31 gennaio 2006  | Spacewatch           |
| 380870 -             | 2006 BZ274               | 25 gennaio 2006  | Spacewatch           |
| 380871 -             | 2006 BD275               | 26 gennaio 2006  | Mt. Lemmon Survey    |
| 380872 -             | 2006 CK22                | 1º febbraio 2006 | Spacewatch           |
| 380873 -             | 2006 CW22                | 1º febbraio 2006 | Mt. Lemmon Survey    |
| 380874 -             | 2006 CS44                | 3 febbraio 2006  | Spacewatch           |
| 380875 -             | 2006 CU59                | 6 febbraio 2006  | Mt. Lemmon Survey    |
| 380876 -             | 2006 CW65                | 4 febbraio 2006  | CSS                  |
| 380877 -             | 2006 DE                  | 20 febbraio 2006 | Lowe, A.             |
| 380878 -             | 2006 DF9                 | 23 gennaio 2006  | Spacewatch           |
| 380879 -             | 2006 DJ10                | 20 febbraio 2006 | Spacewatch           |
| 380880 -             | 2006 DX17                | 23 gennaio 2006  | Spacewatch           |
| 380881 -             | 2006 DA19                | 1º febbraio 2006 | Spacewatch           |
| 380882 -             | 2006 DY19                | 20 febbraio 2006 | Spacewatch           |
| 380883 -             | 2006 DO22                | 20 febbraio 2006 | Spacewatch           |
| 380884 -             | 2006 DB39                | 21 febbraio 2006 | Mt. Lemmon Survey    |
| 380885 -             | 2006 DD40                | 22 febbraio 2006 | NEAT                 |
| 380886 -             | 2006 DE41                | 23 febbraio 2006 | LONEOS               |
| 380887 -             | 2006 DZ41                | 24 febbraio 2006 | LINEAR               |
| 380888 -             | 2006 DS42                | 20 febbraio 2006 | Spacewatch           |
| 380889 -             | 2006 DV48                | 21 febbraio 2006 | Mt. Lemmon Survey    |
| 380890 -             | 2006 DT49                | 22 febbraio 2006 | LONEOS               |
| 380891 -             | 2006 DT54                | 24 febbraio 2006 | Spacewatch           |
| 380892 -             | 2006 DA68                | 24 febbraio 2006 | NEAT                 |
| 380893 -             | 2006 DB89                | 24 febbraio 2006 | Spacewatch           |
| 380894 -             | 2006 DE90                | 24 febbraio 2006 | Spacewatch           |
| 380895 -             | 2006 DT99                | 31 gennaio 2006  | Spacewatch           |
| 380896 -             | 2006 DE111               | 26 febbraio 2006 | LONEOS               |
| 380897 -             | 2006 DZ111               | 27 febbraio 2006 | Mt. Lemmon Survey    |
| 380898 -             | 2006 DX112               | 27 febbraio 2006 | Spacewatch           |
| 380899 -             | 2006 DS115               | 27 febbraio 2006 | Spacewatch           |
| 380900 -             | 2006 DB121               | 22 febbraio 2006 | CSS                  |

## 380901-381000
| Nome     | Designazione provvisoria | Data di scoperta  | Scopritore           |
| -------- | ------------------------ | ----------------- | -------------------- |
| 380901 - | 2006 DX126               | 25 febbraio 2006  | Spacewatch           |
| 380902 - | 2006 DM133               | 25 febbraio 2006  | Spacewatch           |
| 380903 - | 2006 DN145               | 25 febbraio 2006  | Mt. Lemmon Survey    |
| 380904 - | 2006 DF156               | 27 febbraio 2006  | Spacewatch           |
| 380905 - | 2006 DT173               | 27 febbraio 2006  | Spacewatch           |
| 380906 - | 2006 DB179               | 27 febbraio 2006  | LINEAR               |
| 380907 - | 2006 DC188               | 27 febbraio 2006  | Spacewatch           |
| 380908 - | 2006 DO193               | 28 febbraio 2006  | Mt. Lemmon Survey    |
| 380909 - | 2006 DO195               | 20 febbraio 2006  | CSS                  |
| 380910 - | 2006 DO213               | 28 febbraio 2006  | Mt. Lemmon Survey    |
| 380911 - | 2006 DA217               | 25 febbraio 2006  | Spacewatch           |
| 380912 - | 2006 EY7                 | 2 marzo 2006      | Spacewatch           |
| 380913 - | 2006 ED25                | 3 marzo 2006      | Spacewatch           |
| 380914 - | 2006 EE30                | 3 marzo 2006      | Mt. Lemmon Survey    |
| 380915 - | 2006 EW40                | 4 marzo 2006      | Mt. Lemmon Survey    |
| 380916 - | 2006 EL73                | 2 marzo 2006      | Spacewatch           |
| 380917 - | 2006 EU73                | 3 marzo 2006      | Spacewatch           |
| 380918 - | 2006 FM20                | 23 marzo 2006     | Mt. Lemmon Survey    |
| 380919 - | 2006 FF27                | 24 marzo 2006     | Mt. Lemmon Survey    |
| 380920 - | 2006 FO51                | 29 marzo 2006     | LINEAR               |
| 380921 - | 2006 GP2                 | 2 aprile 2006     | Spacewatch           |
| 380922 - | 2006 GG7                 | 2 aprile 2006     | Spacewatch           |
| 380923 - | 2006 GL20                | 2 aprile 2006     | Spacewatch           |
| 380924 - | 2006 GT35                | 7 aprile 2006     | CSS                  |
| 380925 - | 2006 GO43                | 2 aprile 2006     | Spacewatch           |
| 380926 - | 2006 HA                  | 17 aprile 2006    | Lowe, A.             |
| 380927 - | 2006 HA2                 | 18 aprile 2006    | NEAT                 |
| 380928 - | 2006 HJ3                 | 18 aprile 2006    | Spacewatch           |
| 380929 - | 2006 HU30                | 25 aprile 2006    | CSS                  |
| 380930 - | 2006 HA31                | 20 aprile 2006    | Ye, Q.-z.            |
| 380931 - | 2006 HE61                | 22 aprile 2006    | Siding Spring Survey |
| 380932 - | 2006 HQ73                | 25 aprile 2006    | Spacewatch           |
| 380933 - | 2006 HD74                | 25 aprile 2006    | Spacewatch           |
| 380934 - | 2006 HX75                | 25 aprile 2006    | Spacewatch           |
| 380935 - | 2006 HM82                | 26 aprile 2006    | Spacewatch           |
| 380936 - | 2006 HY87                | 30 aprile 2006    | Spacewatch           |
| 380937 - | 2006 JR9                 | 1º maggio 2006    | Spacewatch           |
| 380938 - | 2006 JZ31                | 3 maggio 2006     | Spacewatch           |
| 380939 - | 2006 JV36                | 25 aprile 2006    | Spacewatch           |
| 380940 - | 2006 JX43                | 24 aprile 2006    | Spacewatch           |
| 380941 - | 2006 JR46                | 7 maggio 2006     | Spacewatch           |
| 380942 - | 2006 KP2                 | 18 maggio 2006    | CSS                  |
| 380943 - | 2006 KG12                | 20 maggio 2006    | Spacewatch           |
| 380944 - | 2006 KD16                | 20 maggio 2006    | NEAT                 |
| 380945 - | 2006 KS22                | 20 maggio 2006    | CSS                  |
| 380946 - | 2006 KX26                | 20 maggio 2006    | Spacewatch           |
| 380947 - | 2006 KL33                | 20 maggio 2006    | Spacewatch           |
| 380948 - | 2006 KR41                | 19 maggio 2006    | NEAT                 |
| 380949 - | 2006 KL57                | 22 maggio 2006    | Spacewatch           |
| 380950 - | 2006 KB67                | 24 maggio 2006    | Mt. Lemmon Survey    |
| 380951 - | 2006 KQ83                | 20 maggio 2006    | Spacewatch           |
| 380952 - | 2006 KV96                | 25 maggio 2006    | Spacewatch           |
| 380953 - | 2006 KQ123               | 30 maggio 2006    | Mt. Lemmon Survey    |
| 380954 - | 2006 KR124               | 30 maggio 2006    | Mt. Lemmon Survey    |
| 380955 - | 2006 MS11                | 21 aprile 2006    | Spacewatch           |
| 380956 - | 2006 PW9                 | 13 agosto 2006    | NEAT                 |
| 380957 - | 2006 PD11                | 13 agosto 2006    | NEAT                 |
| 380958 - | 2006 QD11                | 21 agosto 2006    | Spacewatch           |
| 380959 - | 2006 QF22                | 19 agosto 2006    | LONEOS               |
| 380960 - | 2006 QW31                | 21 luglio 2006    | CSS                  |
| 380961 - | 2006 QX35                | 17 agosto 2006    | NEAT                 |
| 380962 - | 2006 QW42                | 17 agosto 2006    | NEAT                 |
| 380963 - | 2006 QV59                | 19 agosto 2006    | NEAT                 |
| 380964 - | 2006 QQ75                | 21 agosto 2006    | Spacewatch           |
| 380965 - | 2006 QS117               | 27 agosto 2006    | LONEOS               |
| 380966 - | 2006 QZ141               | 18 agosto 2006    | NEAT                 |
| 380967 - | 2006 QT161               | 19 agosto 2006    | Spacewatch           |
| 380968 - | 2006 RQ39                | 12 settembre 2006 | CSS                  |
| 380969 - | 2006 RW62                | 14 settembre 2006 | CSS                  |
| 380970 - | 2006 RF70                | 15 settembre 2006 | Spacewatch           |
| 380971 - | 2006 RG72                | 15 settembre 2006 | Spacewatch           |
| 380972 - | 2006 RK93                | 15 settembre 2006 | Spacewatch           |
| 380973 - | 2006 SC20                | 18 settembre 2006 | Spacewatch           |
| 380974 - | 2006 SC24                | 18 settembre 2006 | CSS                  |
| 380975 - | 2006 SA29                | 29 agosto 2006    | Spacewatch           |
| 380976 - | 2006 SW33                | 17 settembre 2006 | CSS                  |
| 380977 - | 2006 SD46                | 18 settembre 2006 | LONEOS               |
| 380978 - | 2006 SY49                | 20 settembre 2006 | OAM                  |
| 380979 - | 2006 SG56                | 19 settembre 2006 | CSS                  |
| 380980 - | 2006 SN110               | 20 settembre 2006 | CSS                  |
| 380981 - | 2006 SU131               | 26 settembre 2006 | CSS                  |
| 380982 - | 2006 SU133               | 17 settembre 2006 | Spacewatch           |
| 380983 - | 2006 SE136               | 20 settembre 2006 | CSS                  |
| 380984 - | 2006 SR160               | 23 settembre 2006 | Spacewatch           |
| 380985 - | 2006 SN209               | 18 settembre 2006 | CSS                  |
| 380986 - | 2006 SO222               | 18 settembre 2006 | Spacewatch           |
| 380987 - | 2006 SS285               | 27 settembre 2006 | Mt. Lemmon Survey    |
| 380988 - | 2006 SY320               | 27 settembre 2006 | Spacewatch           |
| 380989 - | 2006 SZ321               | 27 settembre 2006 | Spacewatch           |
| 380990 - | 2006 SO325               | 27 settembre 2006 | Spacewatch           |
| 380991 - | 2006 SO327               | 27 settembre 2006 | Spacewatch           |
| 380992 - | 2006 SJ332               | 28 settembre 2006 | Mt. Lemmon Survey    |
| 380993 - | 2006 SZ365               | 30 settembre 2006 | Mt. Lemmon Survey    |
| 380994 - | 2006 SJ400               | 19 settembre 2006 | CSS                  |
| 380995 - | 2006 TT19                | 28 settembre 2006 | Mt. Lemmon Survey    |
| 380996 - | 2006 TK20                | 11 ottobre 2006   | Spacewatch           |
| 380997 - | 2006 TG42                | 12 ottobre 2006   | Spacewatch           |
| 380998 - | 2006 TO42                | 12 ottobre 2006   | Spacewatch           |
| 380999 - | 2006 TE43                | 12 ottobre 2006   | Spacewatch           |
| 381000 - | 2006 TV57                | 15 ottobre 2006   | CSS                  |